# Рівнопільська сільська рада (Гуляйпільський район)
| Рівнопільська сільська рада — колишній орган місцевого самоврядування у Гуляйпільському районі Запорізької області з адміністративним центром у с. Рівнопілля. Історична дата утворення: в 1958 році. Сільській раді підпорядковані населені пункти: - с. Рівнопілля - с. Яблукове |

## Склад ради
Рада складається з 12 депутатів та голови.

### Керівний склад ради
| ПІБ                          | Основні відомості                                                                       | Дата обрання | Дата звільнення |
| ---------------------------- | --------------------------------------------------------------------------------------- | ------------ | --------------- |
| Кругляк Геннадій Іванович    | Сільський голова, 1953 року народження, освіта, безпартійний                            | 26.03.2006   | 31.10.2010      |
| Пилипенко Наталія Вікторівна | Сільський голова, 1961 року народження, освіта середня спеціальна, член Партії регіонів | 31.10.2010   |                 |

Примітка: таблиця складена за даними джерела

## Населення
Згідно з переписом УРСР 1989 року чисельність наявного населення сільської ради становила 239 осіб, з яких 111 чоловіків та 128 жінок.
За переписом населення України 2001 року в сільській раді мешкало 314 осіб.

### Мова
Розподіл населення за рідною мовою за даними перепису 2001 року:
| Мова       | Відсоток |
| ---------- | -------- |
| українська | 91,77 %  |
| російська  | 6,96 %   |
| інші       | 1,27 %   |